# Ozane
Ozane, de son vrai nom Hosana Kokou Messan Kenou, né à Lomé, est un artiste chanteur et compositeur de reggae dancehall togolais. Il est considéré comme un des représentants connus de la musique urbaine en Afrique francophone.

## Carrière
Son premier Album Lucky est récompensé meilleur album de musique urbaine de l'année 2017 aux All Music Awards au Togo,,,,. La même année, il participe à l'émission Coke Studio Africa, à Nairobi, au Kenya, aux côtés du chanteur tanzanien Alikiba et de Patoranking du Nigeria. Il est le deuxième artiste togolais à participer à cette émission après le binôme Toofan. Il sera invité dans l'émission Planète Rap émission de la radio française Skyrock édition spéciale Togo.   
En 2018, Music in Africa le désigne révélation francophone de l'année. Il est également finaliste du prix découvertes RFI et lauréat du programme Visa Pour la Création des instituts français. Ozane est en résidence artistique à la cité internationale des arts à Paris entre mai et septembre 2019.
En 2019, il est désigné meilleur artiste masculin de l'année lors des All Music Awards.